# René Eijbersen
René Rijk Eijbersen (Oosterbeek, 23 februari 1940 - Soest, 14 december 2001) was een Nederlands theoloog, journalist en presentator.

## Biografie
Eijbersen was een zoon van schilder Jan Eijbersen (1904-1988) en Gijsbertha Hagen. Hijzelf was getrouwd met Monique Bruineman. Politicus en burgemeester Jorrit Eijbersen was een zoon van hem. Hij doorliep zijn middelbare school aan het Stedelijk Gymnasium in Arnhem.
Eijbersen begon als theoloog, was onder actief voor Kerk en Vrede, maar werd daarna journalist bij de De Groene Amsterdammer en Trouw waar hij werkte als correspondent Midden-Oosten. In 1969 trad hij als verslaggever en presentator in dienst van de NCRV voor de actualiteitenrubriek Hier en Nu op televisie dat hij van 1978-1981 presenteerde. In 1973 werd hij hoofd actualiteiten van de NCRV. In 1986 leidde hij het slotdebat voor de Tweede Kamerverkiezingen 1986 voor de Nederlandse Omroep Stichting met Ruud Lubbers, Hans van Mierlo, Ed Nijpels en Joop den Uyl.  
In 1988 stopte Eijbersen bij Hier en Nu en ging voor de omroep documentaires maken om in 1991 weer terug te keren naar zijn oorspronkelijke vakgebied, theologie. In 1995 werd hij getroffen door de ziekte van Leber waarbij hij vrijwel blind werd en daardoor niet meer in staat was te werken als predikant. Toch bleef hij actief als journalist en als voorzitter van het Oogfonds. In oktober 2001 werd bij hem een ongeneeslijke vorm van kanker ontdekt. Hij overleed op 14 december van dat jaar op een leeftijd van 61 jaar.